# Caroline Müller (håndboldspiller)
Caroline Müller (født 30. august 1993 i Lutherstadt Wittenberg) er en tysk håndboldspiller, som spiller for Borussia Dortmund Handball og Tysklands håndboldlandshold.